# Almabtrieb

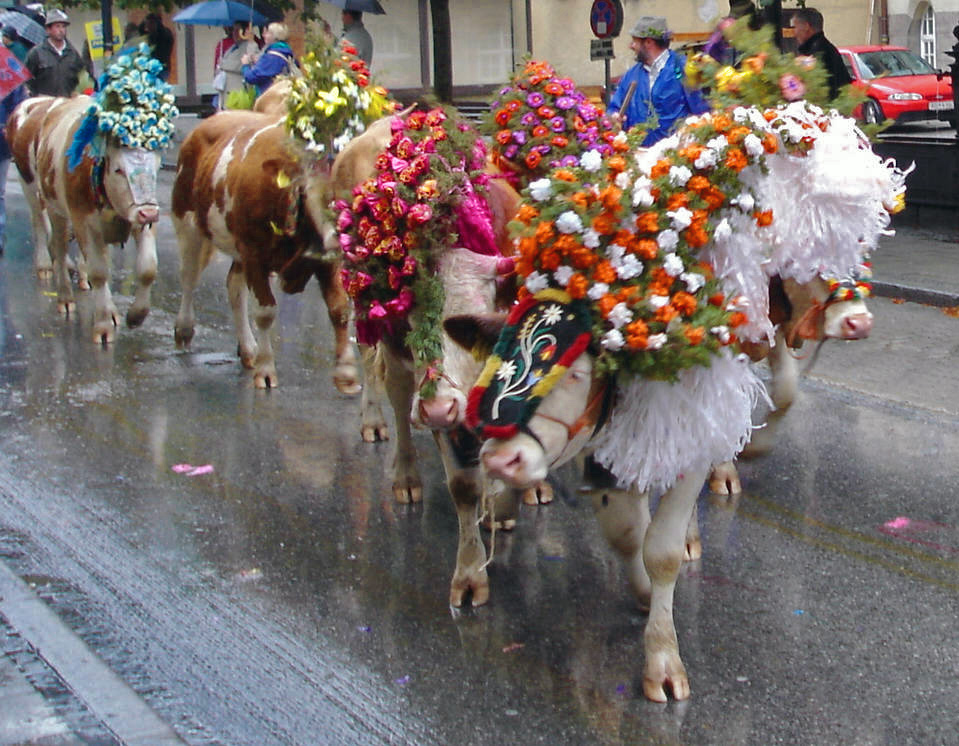
Almabtrieb à Kufstein en 2005

L'Almabtrieb (ou Alpabfahrt et Alpabtrieb selon les dialectes - de Alm = alpage et Abtrieb = descente) est, dans les régions alpines de langue allemande, la redescente des vaches des alpages à la fin de la saison estivale et leur remise aux propriétaires (Viehscheid, de Vieh = bétail et scheid  séparer) qui leur feront passer l'hiver dans les étables. La même fête se retrouve en Vallée d'Aoste (Italie), appelée Desarpa, le mot Valdôtain désignant la désalpe.
La date de cette transhumance est déterminée par l'arrêt de la croissance de la végétation ou la venue des premiers froids et se situe selon les régions entre la mi-septembre et la mi-octobre. Il s'agit de l'équivalent en allemand de la transhumance ou de la désalpe suisse.
Si la saison en alpage s'est déroulée sans accident mortel pour les hommes et le bétail, on décore les troupeaux dans de nombreuses régions et leur retour festif dans la vallée est l’occasion d’une fête qui marque la fin de la saison, accompagnée de musique, de dégustation de spécialités culinaires. Ceci est devenu presque partout une attraction touristique (et l’occasion de franches beuveries).

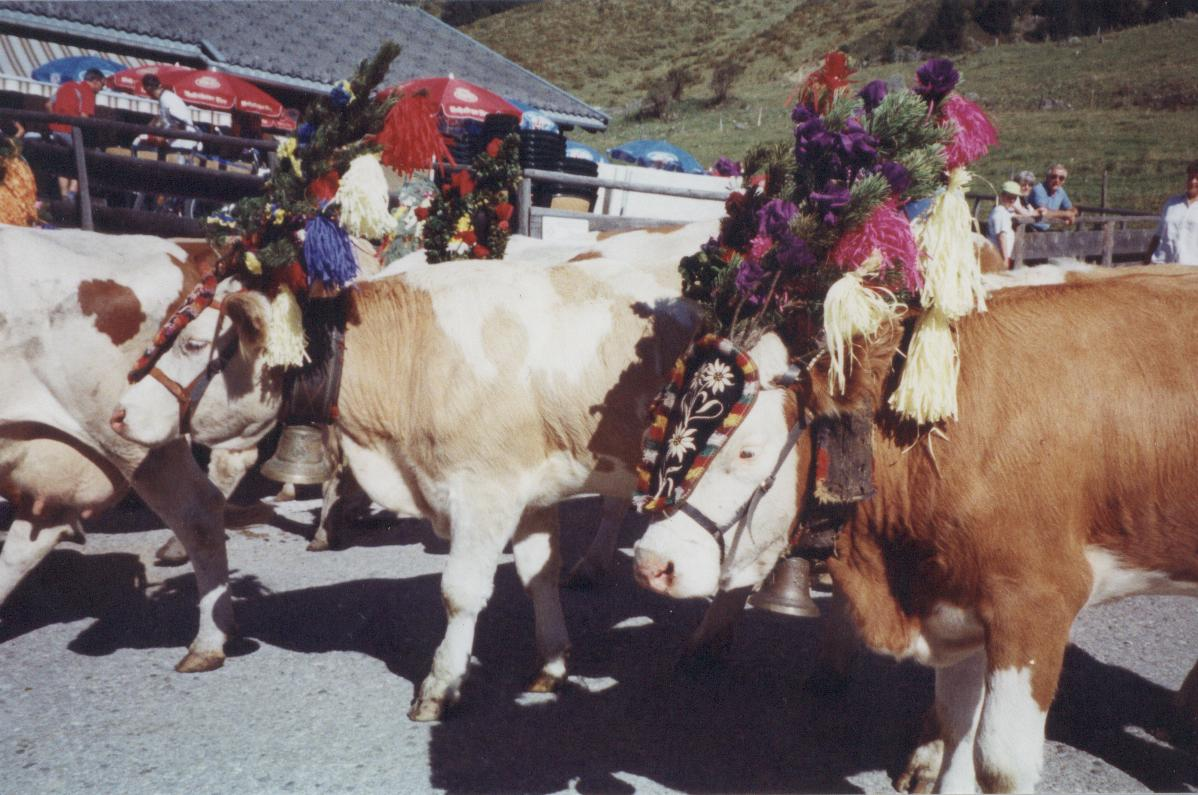
Deux vaches décorées

On utilise pour décorer les vaches des couronnes tressées avec des fleurs typiques comme le rhododendron alpin (rhod. ferrugineux) (Almrausch) ou le pin de montagne nain (pinus mugo) ainsi que des chardons dorés (carlina acaulis) mais aussi des rubans et des fleurs en tissu ou en papier.
La vache maîtresse (appelée aussi la "reine") est particulièrement richement décorée. Sa couronne est souvent aussi complétée d’une croix, symbole de protection divine (voir christianisme). C’est elle qui mène le troupeau dans la vallée. La décoration peut également comprendre des miroirs (destinés à détourner le mauvais œil) et des grelots ou des cloches (clarines et sonnailles) pour éloigner les mauvais esprits. 

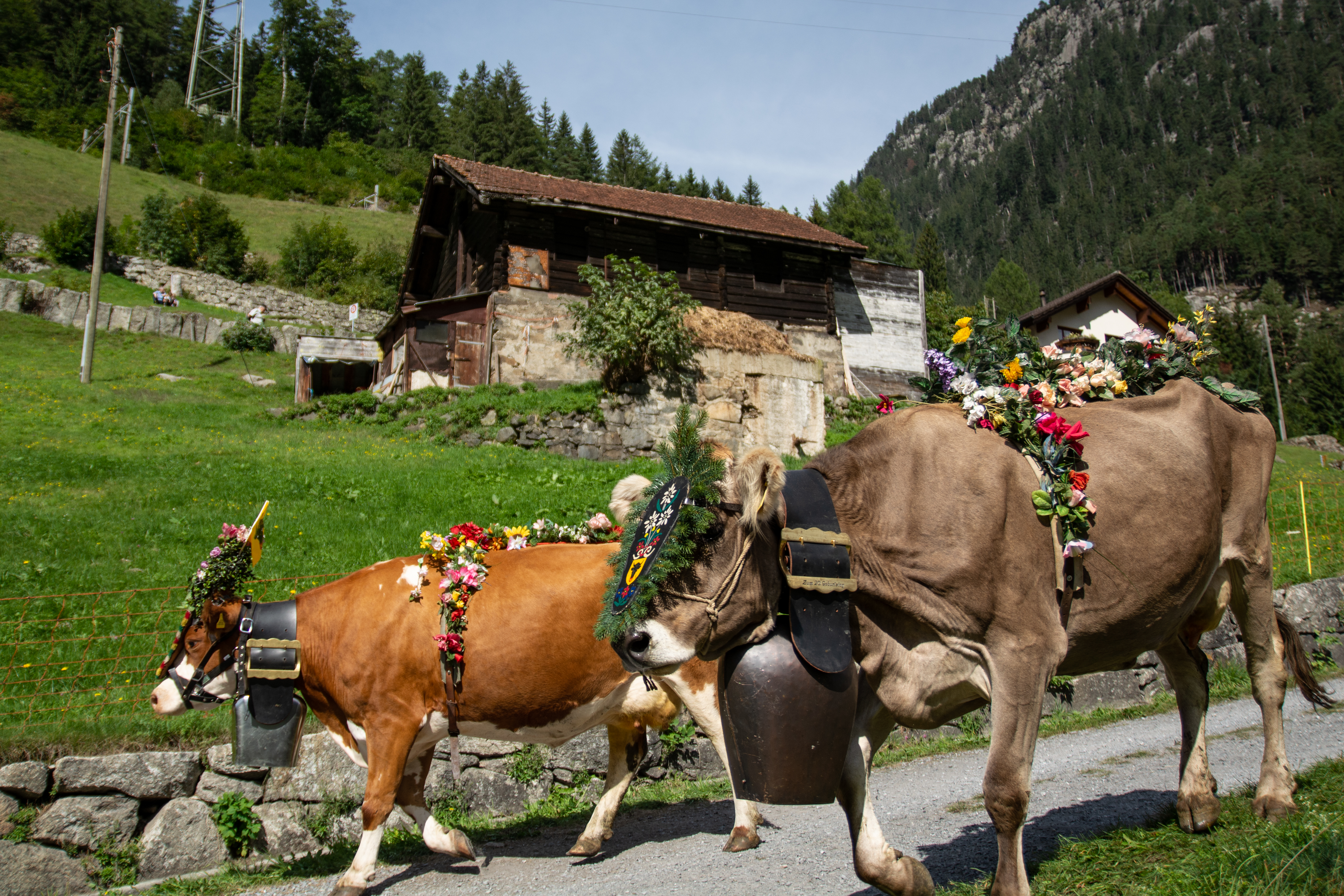
Désalpe, Wassen (Suisse), 19 septembre 2019. Photo Maria Nowrot

La montée aux alpages ou Almauftrieb vers la fête de la Pentecôte ne fait pas l’occasion d’une fête sauf en Suisse (poya ou Alpaufzug).